# Zwartewaterland
Zwartewaterland es un municipio de la provincia de Overijssel, en los Países Bajos. Cuenta con una superficie de 95,39 km ², de los que 5,17 km ² corresponden a la superficie ocupada por el agua. El 1 de enero de 2014 tenía una población de 22.167 habitantes, lo que supone una densidad de 268 h/km². 
El municipio se creó el 1 de enero de 2001 por la fusión de Genemuiden, Zwartsluis y Hasselt. Tomó su nombre del río Zwarte Water que lo atraviesa. Se trata de un municipio formado por pequeños núcleos entre los que destaca Genemuiden con cerca de diez mil habitantes. El gobierno municipal se localiza en Hasselt, que ostenta los derechos de ciudad desde 1252, cuando le fueron otorgados por el obispo de Utrecht. Tanto Genemuiden como Zwartsluis y Hasselt tienen pequeños puertos fluviales sobre el Zwarte Water cerca de la desembocadura en el Zwarte Meer.

## Galería de imágenes

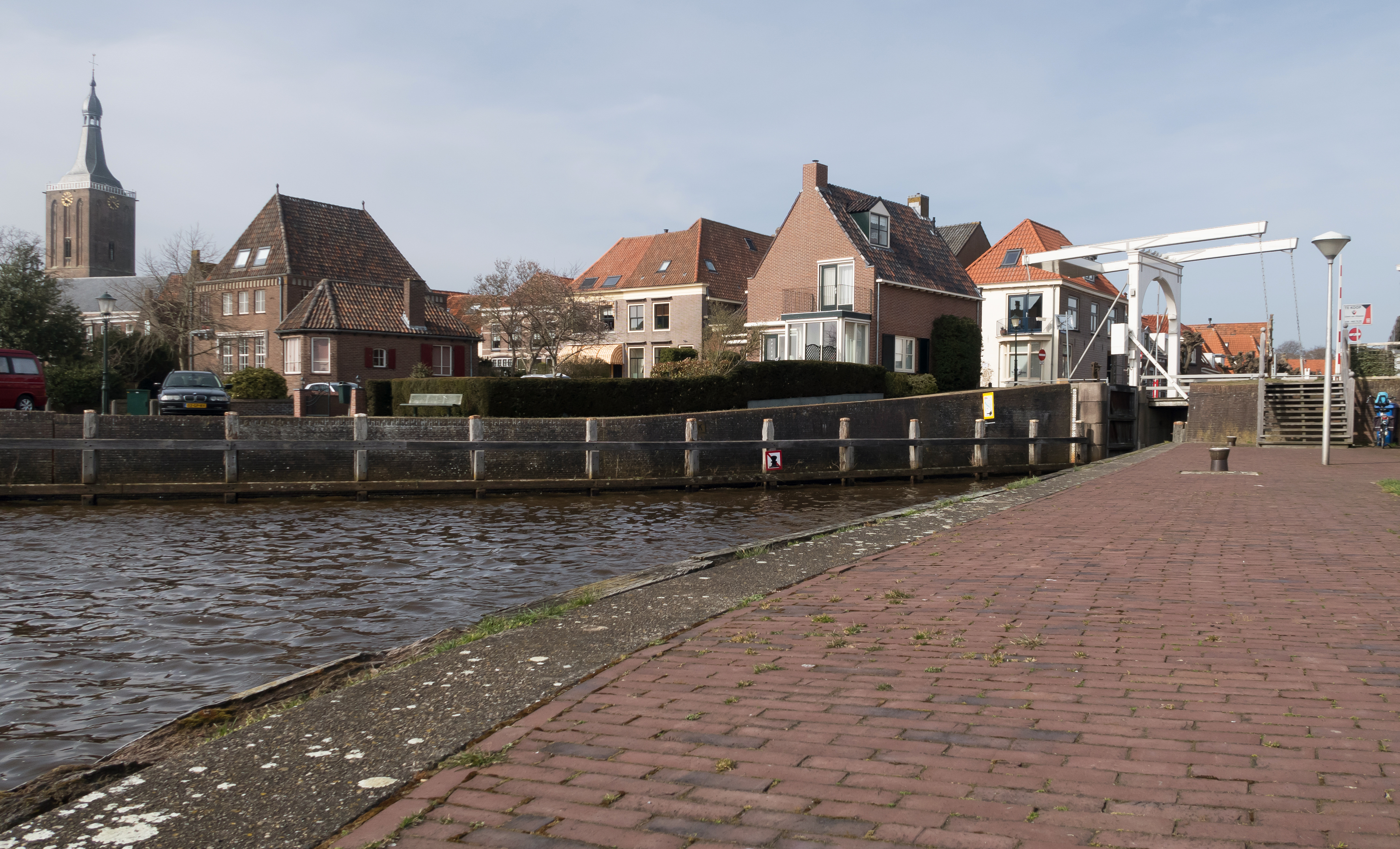
Hasselt, la iglesia (la Grote of Sint-Stephanuskerk) en la ville
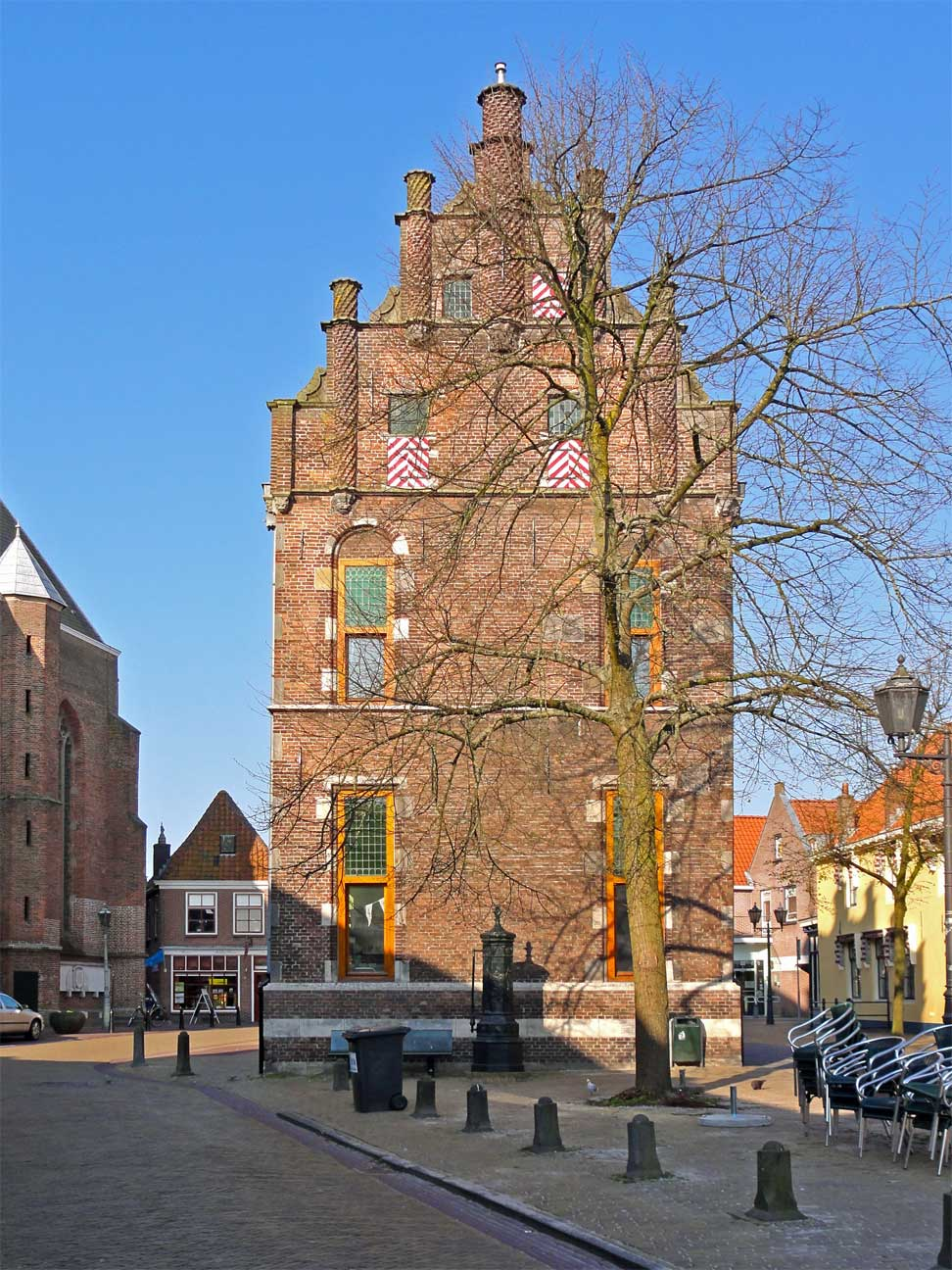
Hasselt, antiguo ayuntamiento
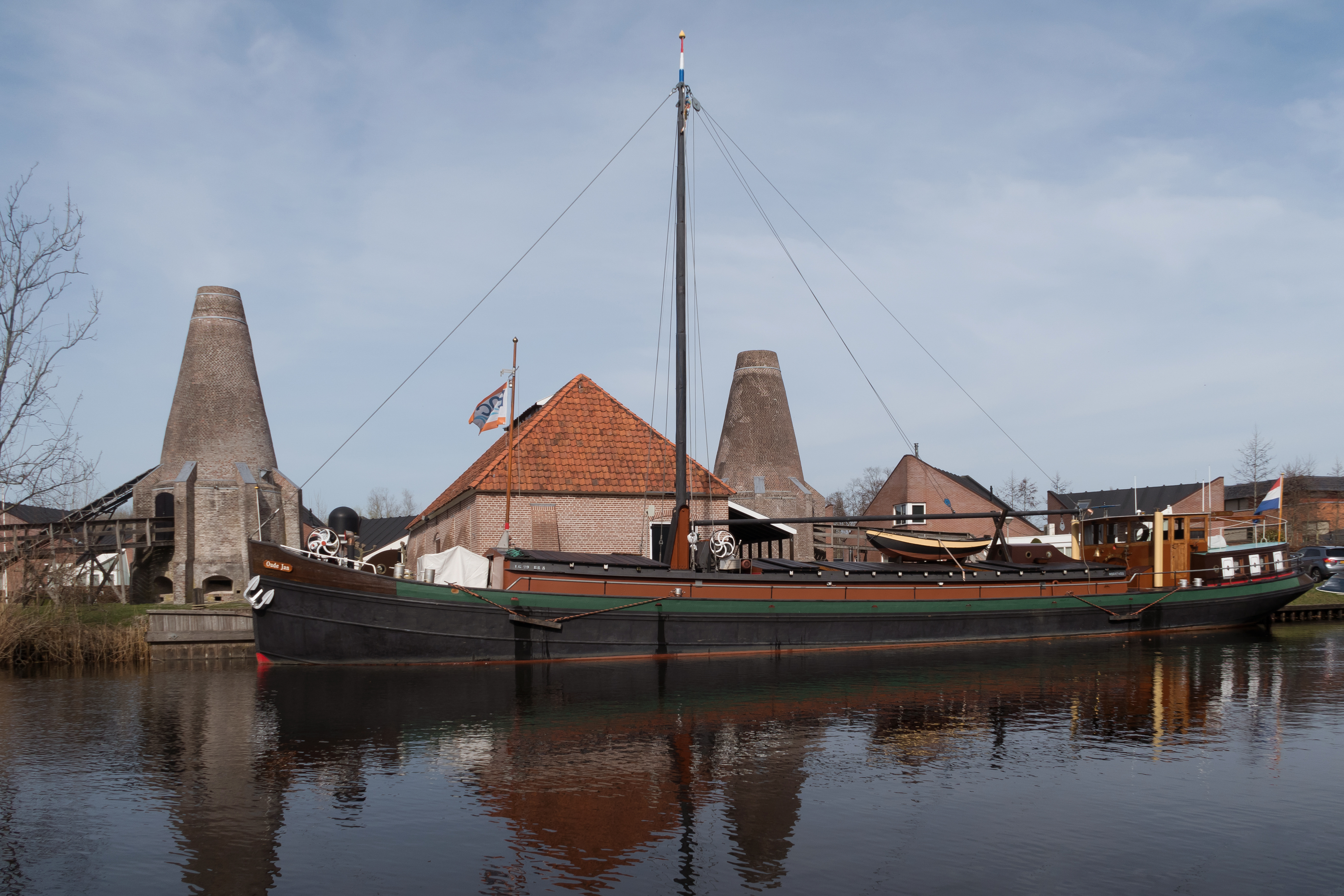
Hasselt, la habitación de invitados con dos hornos de cal monumentales
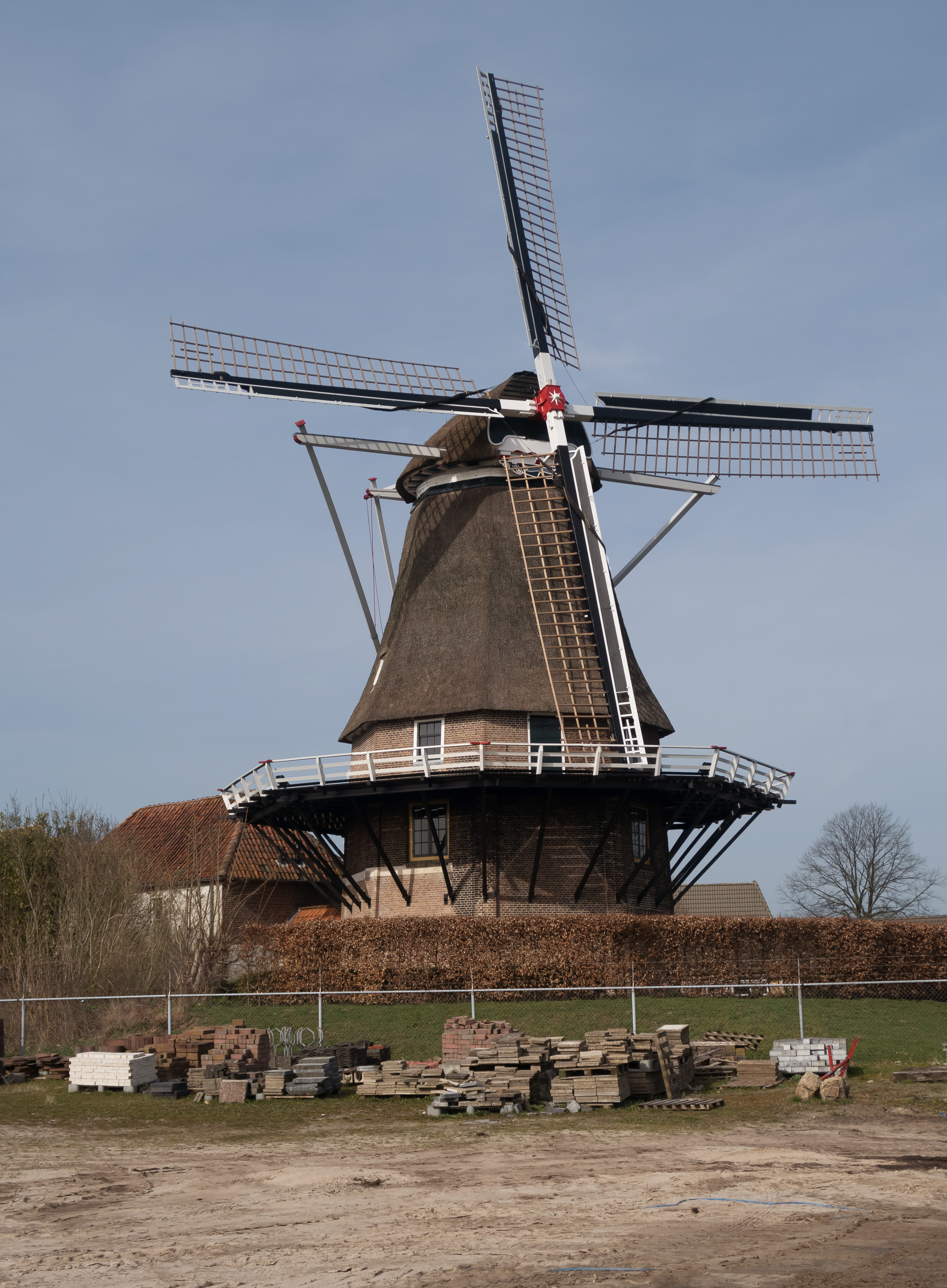
Hasselt, el molino: korenmolen de Zwalu
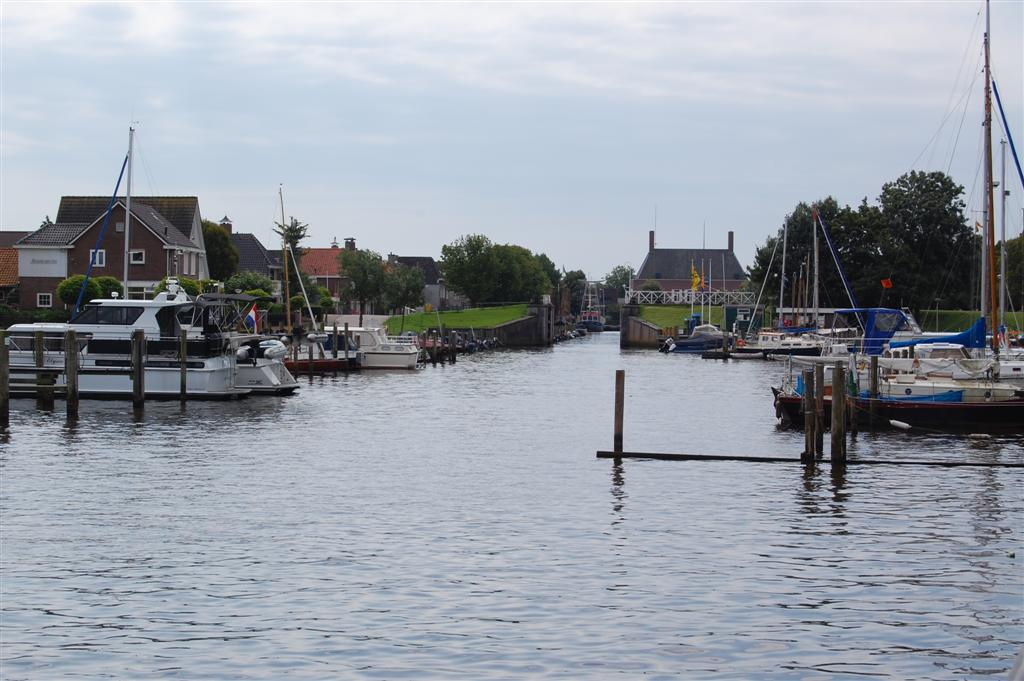
Genemuiden, puerto sobre el Zwarte Water
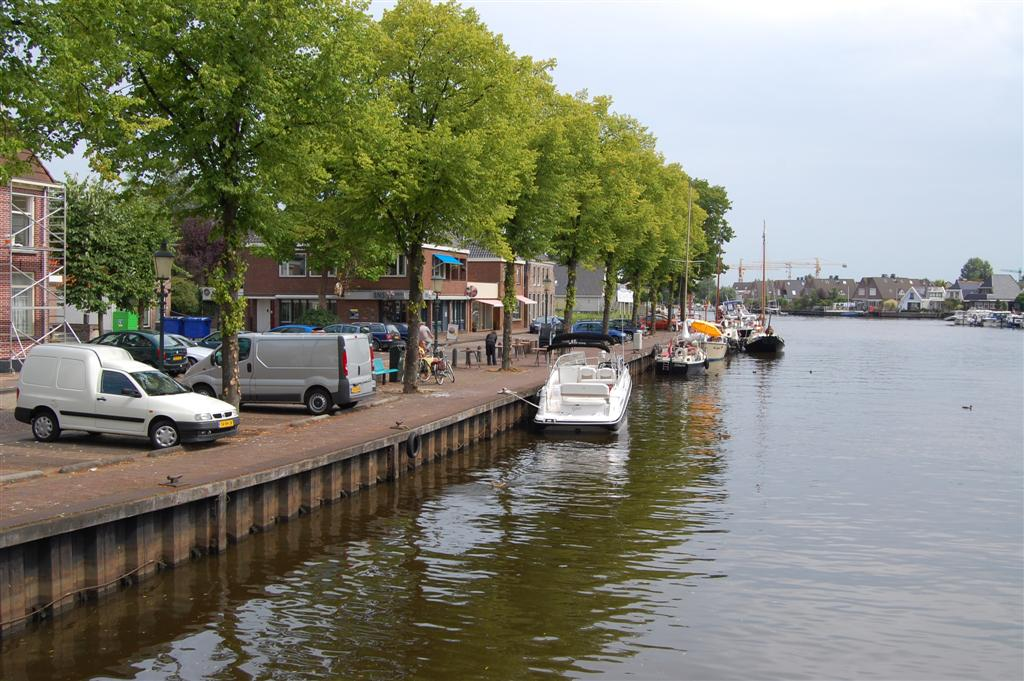
Zwartsluis